# Базель
Ба́зель (нім. Basel, фр. Bâle, італ. Basilea) — місто на північному заході Швейцарії, столиця німецькомовного напівкантону Базель-Штадт.
Населення — 170,1 тис. осіб (2012 рік), третє за величиною місто країни. У межах агломерації проживає 830 тис. осіб (2004 рік). Розташований на берегах річки Рейн, у долині між горами Юри і Шварцвальда.
Базель вважається культурною столицею Швейцарії. Маючи майже 40 музеїв по всьому кантону та широкий спектр культурних заходів, Базель відомий у всьому світі своїми численними мистецькими та культурними закладами, що робить місто одним із найбільших культурних центрів Європи по відношенню до його розміру та населення. В 2025 році саме Базель приймав Євробачення-2025, після перемоги в попередньому році виконавців Nemo. 
Центр хімічної і фармацевтичної промисловості (фарби, вітаміни, агрохімія, харчові продукти, генетичні продукти). Штаб-квартири компаній Novartis, Hoffmann-La Roche та Coop, а також міжнародних банківських організацій, одна зі штаб-квартир банку UBS. Найстаріший університет Швейцарії. 
Рейн ділить місто і його історичний центр на дві частини: Великий Базель на лівому березі та Малий Базель на правому. У Великому Базелі над Рейном підноситься романо-готичний собор з червоного пісковику, на Ринковій площі пізньоготична ратуша.

## Історія

### Рання історія

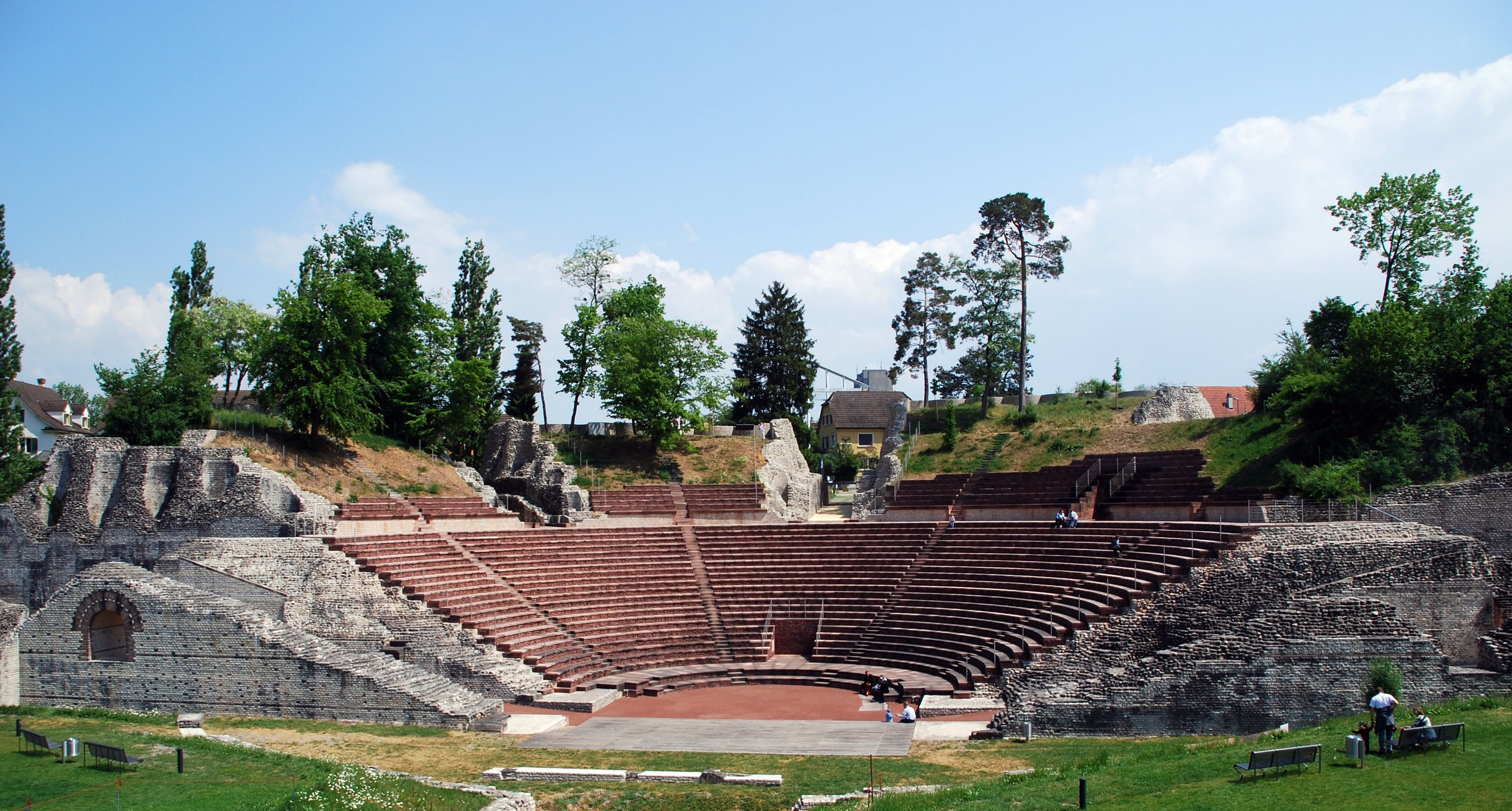
Римський театр в Августа-Раурика, одна з найважливіших римських археологічних пам'яток у Швейцарії

Існують сліди поселення на сусідній луці Рейну з раннього латенського періоду (V століття до Р. Х.). 
У II ст. до Р. Х. на місці Базель-Газфабрик (на північний захід від Старого міста, імовірно ідентичне місту Аріалбіннум, згаданому в Tabula Peutingeriana), було село раураків. 

Неукріплене поселення було покинуто в I ст. до Р. Х. на користь опідуму на місці Базельського собору, ймовірно, у відповідь на римське вторгнення в Галлію.
У Римській Галлії Августа-Раурика заснована приблизно за 20 км від Базеля як регіональний адміністративний центр, а каструм (укріплений табір) побудований на місці кельтського опідума. 
У 83 році по Р. Х. територія була включена до римської провінції Верхня Германія. 
Римський сенатор Мунацій Планк відомий як традиційний засновник Базеля з часів Відродження. 

Римський контроль над територією послабшав в III ст. по Р. Х., і Базель став форпостом Провінції Максима Секванорум, утвореної Діоклетіаном . 
Базилія вперше згадана Амміаном Марцелліном у його Res Gestae

як частина римських військових укріплень уздовж Рейну наприкінці IV століття.
Германська конфедерація алеманів кілька разів намагалася перетнути Рейн в IV столітті, але була відбита; однією з цих подій була битва при Соліциніумі (368 р.). 
Проте під час великого вторгнення 406 року алемани, востаннє перетнули Рейн, завоювавши та заселивши територію сучасного Ельзасу та значну частину Швейцарського плато.
Герцогство Алеманія підпало під владу франків у VI столітті. 
Алеманське і франкське поселення Базель поступово виросло навколо старої римської фортеці в VI-VII століттях. 
Ймовірно, що Базель перевершив стародавню регіональну столицю Августа-Раурика до VII століття; ґрунтуючись на свідоцтві золотого тремісу (маленька золота монета вартістю в третину соліда) з написом Basilia fit, Базель, ймовірно, карбував власні монети в VII столітті. 

Базель в цей час входив до архідієцезії Безансон. 
Окреме єпископство Базеля , яке замінило стародавнє єпископство Августа-Раурики, було створено у VIII столітті. 
За єпископа Гайто (правління 806–823) перший собор був побудований на місці римської фортеці 

(замінений романською спорудою, освяченою в 1019 році).
Під час поділу Каролінзької імперії за Верденським договором у 843 році Базель спочатку переданий 
Західнофранкському королівству та став її німецьким ексклавом. 

Він перейшов до Східнофранкського королівства згідно з Мерсенським договором 870 року. Базель був зруйнований мадярами в 917 році. 

Відбудоване місто стало частиною Верхньої Бургундії, і його складі включене до Священної Римської імперії в 1032 році.

### Князь-єпископство Базель

Базельський собор, побудований в 1019-1500 рр.

З моменту пожертви Рудольфом III Бургундським

абатства Мутьє-Гранваль та всіх його володінь єпископу Адальберону II в 999 році до Реформації Базель управлявся князь-єпископами. 

У 1019 році за Генріха II, імператора Священної Римської імперії, почалося будівництво Базельського собору (відомого як Мюнстер). 

В XI-XII століттях Базель поступово набув ознак середньовічного міста. 
Головна ринкова площа вперше згадується в 1091 році. 
Перші міські мури побудовані близько 1100 року (з покращеннями, зробленими в середині XIII і наприкінці XIV століття). 
Міська рада дворян і бюргерів згадується в 1185 році, а перший мер, Генріх Штайнлін з Мурбаха, в 1253 році. 
Перший міст через Рейн побудований в 1225 році за єпископа Генріха фон Туна (на місці сучасного Середнього мосту) , і з цього часу навколо плацдарму на дальньому березі річки поступово формується поселення Кляйнбазель. 
Міст був здебільшого профінансований єврейською громадою Базеля, яка оселилася там століттям раніше. 

У наступні століття Базель мав єдиний постійний міст через річку «між Боденським озером і морем». 
Першою міською гільдією були кушніри, заснована в 1226 році. 
Загалом у XIII столітті створено близько п’ятнадцяти цехів, що відображало зростання економічного процвітання міста. 

Хрестовий похід 1267 року розпочався з Базеля.
Політичні конфлікти між єпископами і міщанами почалися в середині XIII століття і тривали у XIV столітті. До кінця XIV століття місто практично було незалежним, хоча номінально продовжувало присягати на вірність єпископам. 
Дім Габсбургів намагався встановити контроль над містом. Це не принесло успіху, але спричинило політичний розкол серед бюргерів Базеля на прогабсбурзьку фракцію, відому як Штернер , і антигабсбурзьку фракцію, Псіттіхер .
Чорна смерть досягла Базеля в 1348 році. 
Євреїв звинуватили, і приблизно 50-70 євреїв було страчено шляхом спалення 16 січня 1349 року під час Базельської різанини. 

Базельський землетрус 1356 року знищив більшу частину міста разом із низкою замків у околицях.
Бунт 26 лютого 1376 року, відомий як Безе-Фаснахт, призвів до вбивства кількох людей Леопольда III, герцога Австрії. 
Це було розцінено як серйозне порушення миру , і міська рада звинуватила в цьому «іноземних хуліганів» і стратила дванадцятьох передбачуваних злочинців. 
Проте, Леопольд наклав на місто імперську опалу, а за договором від 9 липня Базель отримав великий штраф і перейшов під контроль Габсбургів.
Щоб звільнитися від гегемонії Габсбургів, Базель приєднався до Швабської ліги міст в 1385 році, і багато лицарів прогабсбурзької фракції, разом із самим герцогом Леопольдом, були вбиті в битві при Земпаху наступного року. 
Офіційний договір з Габсбургами було укладено в 1393 році.
Базель здобув свою фактичну незалежність як від єпископа, так і від Габсбургів і міг вільно проводити власну політику територіальної експансії, починаючи приблизно з 1400 року.
Унікальне зображення єпископського жезла як геральдичного знака на гербі Базеля вперше з’являється у вигляді позолоченого дерев’яного жезла в XII столітті. 
Він невідомого походження чи значення (поза його очевидним статусом єпископського жезла), але припускають, що він являв собою реліквію, яку, можливо, приписують святому Герману Гранфельденському. 

Цей жезл (Базельштаб) став символом Базельської єпархії, зображеним на єпископських печатках пізнього середньовіччя. 
Він представлений у геральдичному контексті на початку XIV століття, але ще не як геральдичний знак, а як свого роду геральдичне досягнення, оточене геральдичними щитами єпископа. 
Посох також представлений на єпископських печатках того періоду. 
Базельштаб у чорному кольорі використовувався як герб міста в 1385 році. 
З цього часу Базельштаб у червоному кольорі символізував єпископа, а той самий чорний знак символізував місто. 
Герб муніципального герба —Серебряний Базельштаб. 
 
У 1400 році Базель зміг придбати міста Лісталь, Гомбург і Вальденбург з прилеглою територією.

У 1412 році засновано відомий готель Gasthof zum Goldenen Sternen. 
Базель став центром західного християнства під час Базельського собору XV століття (1431–1449), включаючи обрання антипапи Фелікса V в 1439 році. 
У 1459 році Папа Пій II пожертвував Базельський університет, де пізніше викладали такі видатні особи, як Еразм Роттердамський і Парацельс. 
У той же час нове ремесло друкарства було представлено Базелю учнями Йоганна Гутенберга. 
У 1461 році землі навколо Фарнсбурга увійшли до складу Базеля. 

Видавництво Schwabe засноване в 1488 році Йоганнесом Петрі і є найстарішим видавництвом, яке досі працює. 
Йоганнес Фробен також керував своєю друкарнею в Базелі і був відомий публікацією творів Еразма. 

У 1495 році Базель включений до Верхньорейнського імперського округа; єпископа Базеля було додано до лави духовних князів імперського рейхстагу. 
У 1500 році будівництво Базельського Мюнстера було завершено.

### У складі Швейцарської Конфедерації
Місто залишалося нейтральним під час Швабської війни 1499 року, попри те, що його розграбували солдати з обох сторін. 
Базельський мирний договір завершив війну та надав швейцарським конфедератам звільнення від податків і юрисдикції імператора Максиміліана, де-факто відокремивши Швейцарію від Священної Римської імперії. 

9 червня 1501 року Базель приєднався до Швейцарської Конфедерації як її одинадцятий кантон. 

Це був єдиний кантон, якому було запропоновано приєднатися, а не навпаки. 
Базель мав стратегічне розташування, добрі стосунки зі Страсбургом і Мюлузом і контроль над імпортом кукурудзи з Ельзасу, тоді як швейцарські землі ставали перенаселеними та мали мало ресурсів. 
Положення Хартії про прийняття Базеля вимагало, щоб у конфліктах між іншими кантонами він залишався нейтральним і пропонував свої послуги для посередництва. 

У 1503 році новий єпископ Крістоф фон Утенгайм відмовився дати Базелю нову конституцію; після чого, щоб показати свою силу, місто почало будувати нову ратушу. 

У 1529 році місто стало протестантським під керівництвом Еколампадія, а резиденцію єпископа було перенесено до Поррантрюї. 
У наступні століття декілька заможних сімей, які разом називаються «Дайг», відігравала ключову роль у міських справах, оскільки вони поступово утверджувалися як фактична міська аристократія.
Перше видання Christianae religionis institutio (Інституція християнської релігії — великий виклад кальвіністської доктрини Жана Кальвіна) опубліковано в Базелі в березні 1536 року. 

У 1544 році Йоганн фон Брюгге, багатий голландський протестант-біженець, отримав громадянство і прожив гідно до своєї смерті в 1556 році, а потім був похований з почестями. 
Його тіло було ексгумовано та спалено на вогнищі в 1559 році після того, як було виявлено, що він був анабаптистом Давидом Йориссоном. 

У 1543 році Андреас Везалій (1514–1564) опублікував і надрукував у Базелі De humani corporis fabrica, першу книгу з анатомії людини. 

Є вказівки на те, що Йоахім Майєр, автор впливового тексту про бойові мистецтва XVI століття Kunst des Fechten («Мистецтво фехтування»), походив із Базеля. 
У 1661 році Базель придбав Amerbaschsches Kabinett, величезну колекцію рідких артефактів, монет, медалей і книг. 

Він був першим публічним музеєм мистецтва. 

Його колекція стала ядром пізнішого Базельського художнього музею.
Сім'я Бернуллі, яка мала таких важливих математиків XVII та XVIII століть, як Якоб Бернуллі, Йоганн Бернуллі та Даніель Бернуллі, походила з Базеля. 
Математик XVIII століття Леонард Ейлер народився в Базелі і навчався у Йоганна Бернуллі.

### Сучасна історія
У 1792/1793 році існувала Рауракська республіка, революційна французька клієнтська республіка. 
 
Після трьох років політичної агітації та короткої громадянської війни в 1833 році неблагополучна сільська місцевість відокремилася від кантону Базель, утворивши напівкантон Базель-Ланд. 

У 1861-78 рр. демонтовано міські мури. 

3 липня 1874 року відкрито на півдні міста Базельський зоопарк, перший у Швейцарії.
У 1897 році в Базелі відбувся перший Всесвітній сіоністський конгрес. 
Загалом Всесвітній сіоністський конгрес проводився в Базелі десять разів, більше ніж у будь-якому іншому місті світу. 

16 листопада 1938 року швейцарський хімік Альберт Гофманн у лабораторіях Sandoz у Базелі вперше синтезував психоделічний препарат ЛСД.

### Базель як історичне, міжнародне місце зустрічей
Базель часто був місцем мирних переговорів та інших міжнародних зустрічей. 
Базельський мирний договір (1499) завершив Швабську війну. 

Через два роки Базель приєднався до Швейцарської Конфедерації. 

Базельський мир 1795 року між Французькою Республікою та Пруссією та Іспанією поклав кінець Першій коаліції проти Франції під час Французьких революційних війн. 

Нещодавно Всесвітня сіоністська організація провела свій перший конгрес у Базелі з 29 по 31 серпня 1897 року. 
Через Балканські війни Другий (соціалістичний) Інтернаціонал провів надзвичайний конгрес у Базелі в 1912 році. 

У 1989 році Базельська конвенція була відкрита для підписання з метою запобігання експорту небезпечних відходів з багатих країн, до країн що розвиваються, для утилізації. 

## Географія
Місто розташоване на відстані близько 70 км на північ від Берна.
Базель має площу 23,9 км², з яких на 86,5% дозволяється будівництво (житлове та будівництво доріг), 3,9% використовуються в сільськогосподарських цілях, 3,6% зайнято лісами, 6% не є продуктивними (річки, льодовики або гори).

### Клімат
Згідно з системою Кеппена, Базель має океанічний клімат (Köppen: Cfb), 

хоча з помітним континентальним впливом через його відносно далеким розташуванням вглиб континенту з прохолодною або холодною, похмурою зимою та теплим або спекотним, вологим літом.
| Клімат Базеля                              | Клімат Базеля | Клімат Базеля | Клімат Базеля | Клімат Базеля | Клімат Базеля | Клімат Базеля | Клімат Базеля | Клімат Базеля | Клімат Базеля | Клімат Базеля | Клімат Базеля | Клімат Базеля | Клімат Базеля |
| Показник                                   | Січ.          | Лют.          | Бер.          | Квіт.         | Трав.         | Черв.         | Лип.          | Серп.         | Вер.          | Жовт.         | Лист.         | Груд.         | Рік           |
| Абсолютний максимум, °C                    | 19,0          | 22,0          | 25,2          | 30,5          | 33,5          | 38,4          | 39,0          | 38,7          | 35,0          | 29,6          | 21,9          | 20,6          |               |
| Середній максимум, °C                      | 5,1           | 7,1           | 11,8          | 16,2          | 20,0          | 23,7          | 25,8          | 25,3          | 20,7          | 15,4          | 9,2           | 5,7           | 15,5          |
| Середня температура, °C                    | 2,2           | 3,2           | 7,0           | 10,7          | 14,6          | 18,2          | 20,2          | 19,7          | 15,4          | 11,1          | 6,0           | 2,9           | 10,9          |
| Середній мінімум, °C                       | −0,5          | −0,1          | 2,6           | 5,5           | 9,5           | 13,1          | 14,9          | 14,8          | 11,0          | 7,6           | 3,2           | 0,4           | 6,8           |
| Абсолютний мінімум, °C                     | −24,2         | −23,8         | −14,8         | −6,3          | −2,7          | 1,1           | 5,1           | 3,6           | −1,3          | −5,5          | −11           | −20,9         |               |
| Середня кількість сонячних годин на місяць | 64,5          | 85,2          | 134,6         | 167,4         | 185,6         | 211,9         | 234,9         | 216,5         | 160,1         | 107,0         | 65,4          | 54,2          | 1687,3        |
| Норма опадів, мм                           | 47.8          | 45.2          | 49.5          | 63.5          | 97.6          | 86.6          | 88.9          | 88.3          | 70.2          | 74.4          | 64.9          | 65.0          | 841.9         |
| Днів з опадами                             | 9,1           | 8,4           | 8,9           | 9,3           | 11,7          | 10,6          | 10,1          | 10,2          | 8,5           | 10,4          | 10,0          | 11,0          | 118,2         |
| Днів зі снігом                             | 2,8           | 2,1           | 1,1           | 0,2           | 0,0           | 0,0           | 0,0           | 0,0           | 0,0           | 0,1           | 0,7           | 2,3           | 9,3           |
| Вологість повітря, %                       | 81            | 76            | 69            | 67            | 71            | 70            | 68            | 71            | 77            | 82            | 83            | 82            | 75            |
| ------------------------------------------ | ------------- | ------------- | ------------- | ------------- | ------------- | ------------- | ------------- | ------------- | ------------- | ------------- | ------------- | ------------- | ------------- |

## Демографія
2019 року в місті мешкало 173 232 особи (+6,1% порівняно з 2010 роком), іноземців було 38%. Густота населення становила 7263 осіб/км².
За віковим діапазоном населення розподілялося таким чином: 16,9% — особи молодші 20 років, 64,1% — особи у віці 20—64 років, 19% — особи у віці 65 років та старші. Було 87344 помешкань (у середньому 1,9 особи в помешканні).
Із загальної кількості 185 432 працюючих 27 було зайнятих в первинному секторі, 34 946 — в обробній промисловості, 150 459 — в галузі послуг.

## Транспорт
Базель — важливий транспортний вузол європейського значення і головний портовий перевантажувальний центр Швейцарії. У місті розташований єдиний порт Швейцарії (на Рейні), через який країна пов'язана з морським портом Роттердама. Неподалік від Базеля, на території Франції, розташований міжнародний Євроаеропорт Базель-Мюлуз-Фрайбург (BSL/MLH/LFSB), один з небагатьох у світі, спільно керований двома країнами (Францією і Швейцарією). 

### Залізничний транспорт

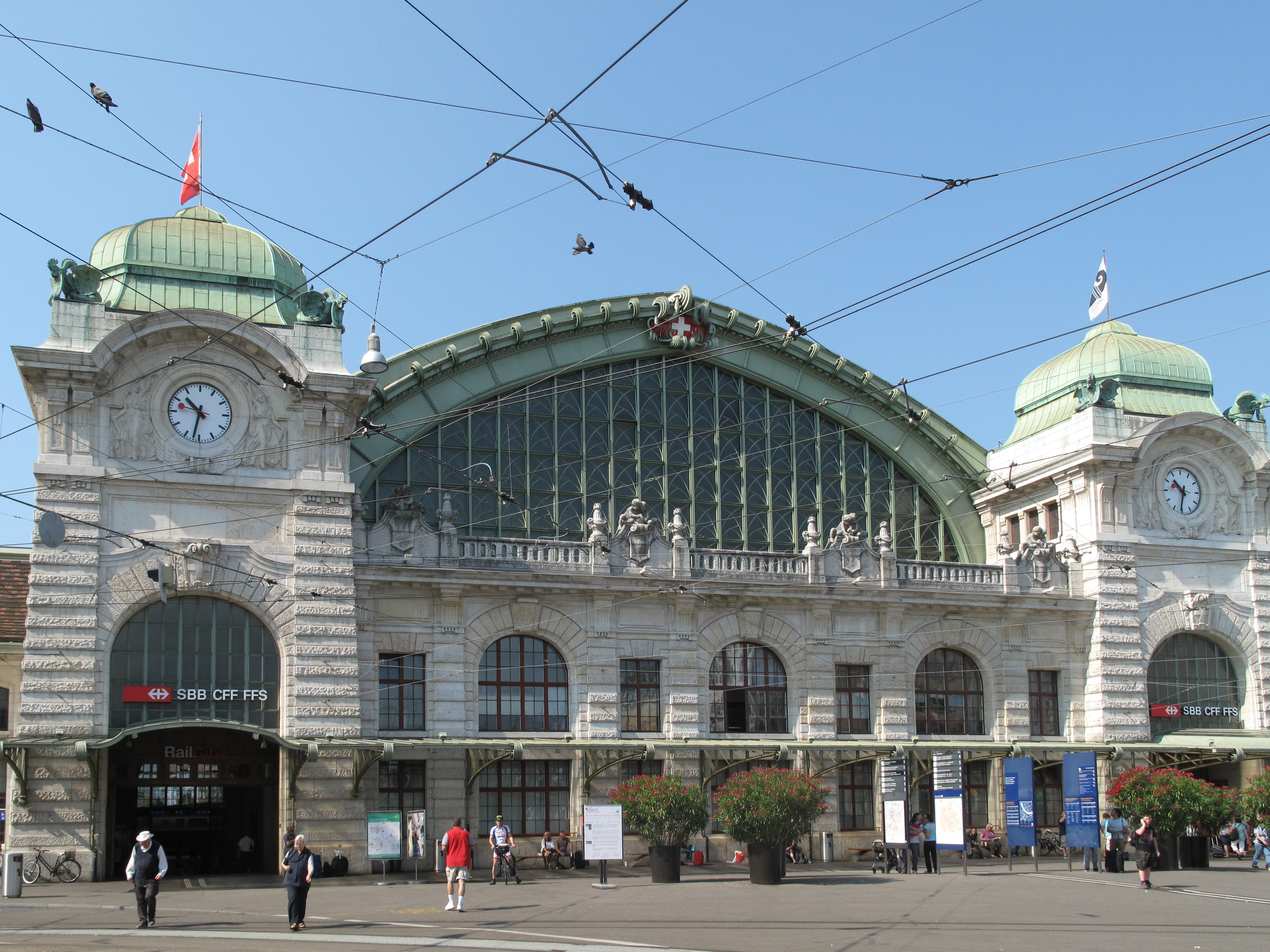
Базель SBB

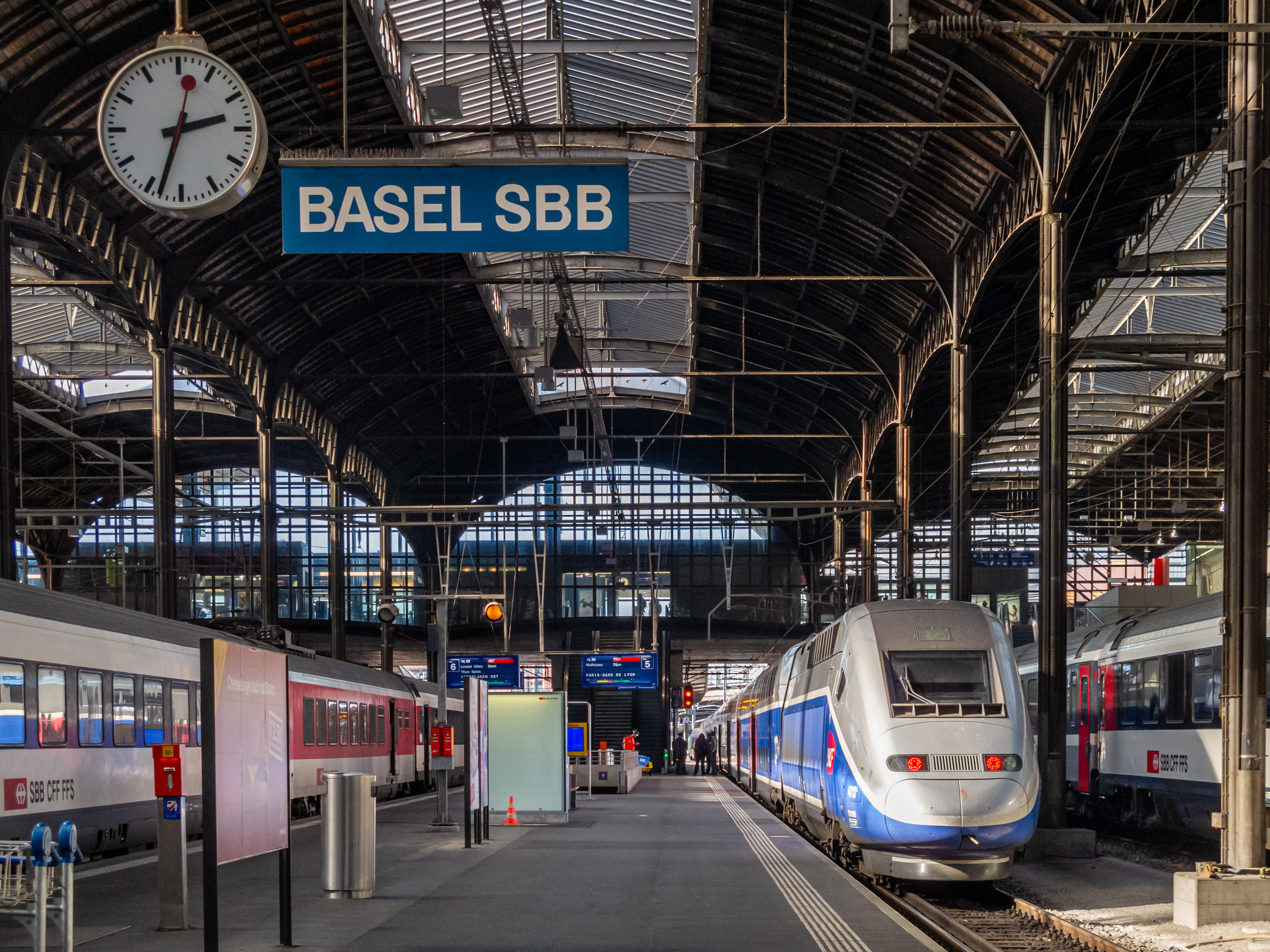
Перонний зал TGV і SBB, платформа IV

У місті три пасажирські станції міжміського сполучення.
Базель SBB — найбільша залізнична станція Базеля. 
Знаходиться на південь від центру міста. 
Звідти курсують національні лінії до Цюриха, Берна, Люцерна та Біль/Б’єнн, декілька ліній S-Bahn, а також міжнародні лінії до Німеччини, Франції, Італії та Нідерландів. 
Від французької станції Базель SNCF, яка є частиною того ж будівельного комплексу, деякі лінії прямують з Базеля до Франції та Бельгії. 
Базель-Бадішер, розташований на північному сході міста, управляється Deutsche Bahn, обслуговує всі поїзди до/з Німеччини та Нідерландів, потяги залізниці Верхнього Рейну до Зінгена, Карлсруе-Головний та лінію S-Bahn (Візентальбан) до Целль-ім-Візенталя.
Є також зупинки міської електрички Базель-Санкт-Йоганн і Базель-Санкт-Якоб (ця станція зазвичай обслуговується лише спеціальними поїздами під час заходів на стадіоні Санкт-Якоб Парк), а з 2006 року Базель-Драйшпіц.
Штаб-квартира Eurofima, найбільшої європейської залізничної компанії, також знаходиться в Базелі з 1955 року.
На середину 2020-х обговорюється будівництво підземного тунелю через центр Базеля («Герцштюк-Базель»). 
Станція SBB матиме пересадку зі станцією Базель-Бадішер. 
У центрі міста планується будівництво кілька підземних станцій, а також ще одна гілка в напрямку Базель-Санкт-Йоганн та аеропорту.

### Громадський транспорт
Громадський транспорт міста складають автобуси й трамваї (див. Базельський трамвай). У місті діють дві організації-оператори громадського транспорту, BVB і BLT. Трамваї і автобуси зеленого кольору перебувають у віданні BVB. Автобуси та трамваї жовтого кольору перебувають у віданні BLT і сполучають райони в сусідній половині кантону Базель-Ланд, Центральний Базель. Трамваї розраховані на живлення від повітряних ліній, а автобусний парк складається з автобусів на звичайному паливі, але більшість приміських автобусів на природному газі. Також у Базель заходять автобусні маршрути довколишніх французьких і німецьких міст.

## Музеї

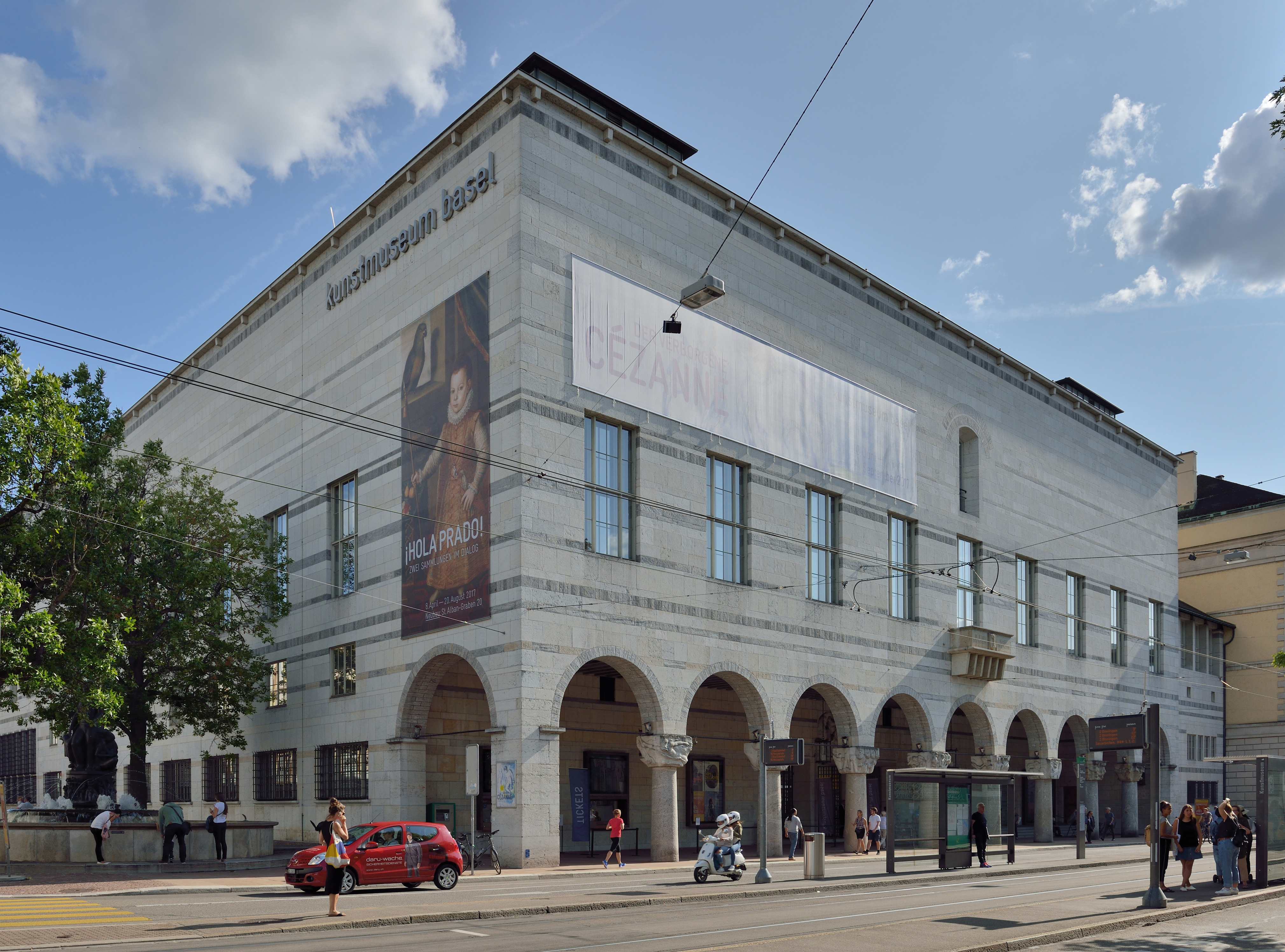
Художній музей, найстаріший громадський музей мистецтва в Європі

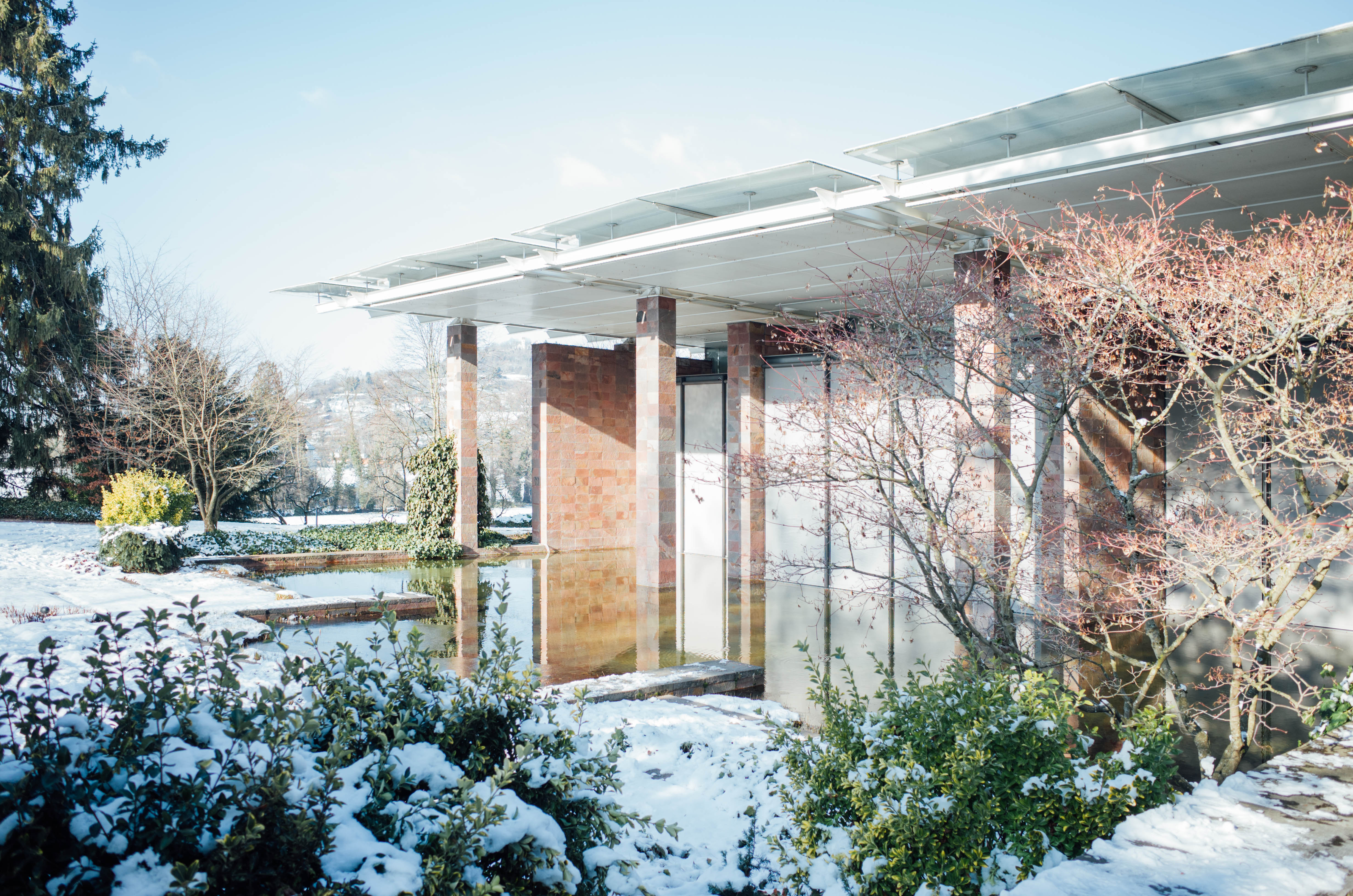
Фонд Бейєлера Ренцо Піано, розташований у Рієні

- Базельський музей античності — Музей давніх культур Середземномор'я[40]
- Римський музей просто-неба Августа-Раурика[41]
- Базельський паперовий млин[42]
- Музей фонду Беєлер[en] [43]
- Ботанічний сад Базельського університету один із найстаріших ботанічних садів у світі
- Базельський музей карикатур і мультфільмів — Центр наративного мистецтва[en][44]
- Музей лялькового будиночка[en][45], музей, де зберігається найбільша колекція плюшевих ведмедиків у Європі.
- Фундація Ферне Бранка у Сен-Луїсі, Верхній Рейн поблизу Базеля.[46] Колекція сучасного мистецтва.
- Базельський історичний музей[en][47]
- Кунстгалле[en] Музей сучасного мистецтва[48]
- Художній музей Базеля Верхньорейнський і фламандський живопис, малюнки 1400–1600 років і мистецтво XIX–XXI століть [49]
- Автомузей Монтеверді[50]
- Музей культур Базеля[en] Великі колекції європейського та позаєвропейського культурного життя[51]
- Музей сучасного мистецтва[en] Мистецтво з 1960-х років до наших днів[52]
- Музей музики[en] Базельського історичного музею
- Музей природної історії Базеля[en][53]
- Фармацевтичний музей Базельського університету[en][54]
- Музей сучасного мистецтва Шаулагер[de][55]
- Швейцарський музей архітектури[en][56]
- Музей Тенгелі[en]; життя та творчість видатного швейцарського скульптора Жана Тінгелі[57]
- Єврейський музей Швейцарії[en][58]

- Маркгрефлергоф

## Освіта
- Базельський університет
- Базельська музична академія

## Відомі уродженці
- Йозеф Гейнц (1564—1609) — швейцарський художник
- Якоб Бернуллі (1654—1705) —математик
- Леонард Ейлер (1707—1783) —математик
- Якоб Буркгардт (1818—1897) —історик мистецтва
- Іоганн Фрідріх Мішер (1844—1895) — швейцарський хімік-органік
- Карл Ернст Крафт (1900—1945) — швейцарський астролог і графолог, один з особистих астрологів Гітлера
- Марк Аллегре (1900—1973) — французький сценарист і кінорежисер
- Елеонора Гірт (1919—2017) — швейцарська актриса кіно і театру
- Александр Мюллер (1927) — швейцарський фізик, лауреат Нобелівської премії з фізики (1987)
- Луціус Вільдхабер (1937—2020) — швейцарський правник, перший президент Європейського суду з прав людини.
- Роже Федерер (1981) — один з найкращих гравців в історії тенісу.

## Галерея

Базельський собор (1019-1500)
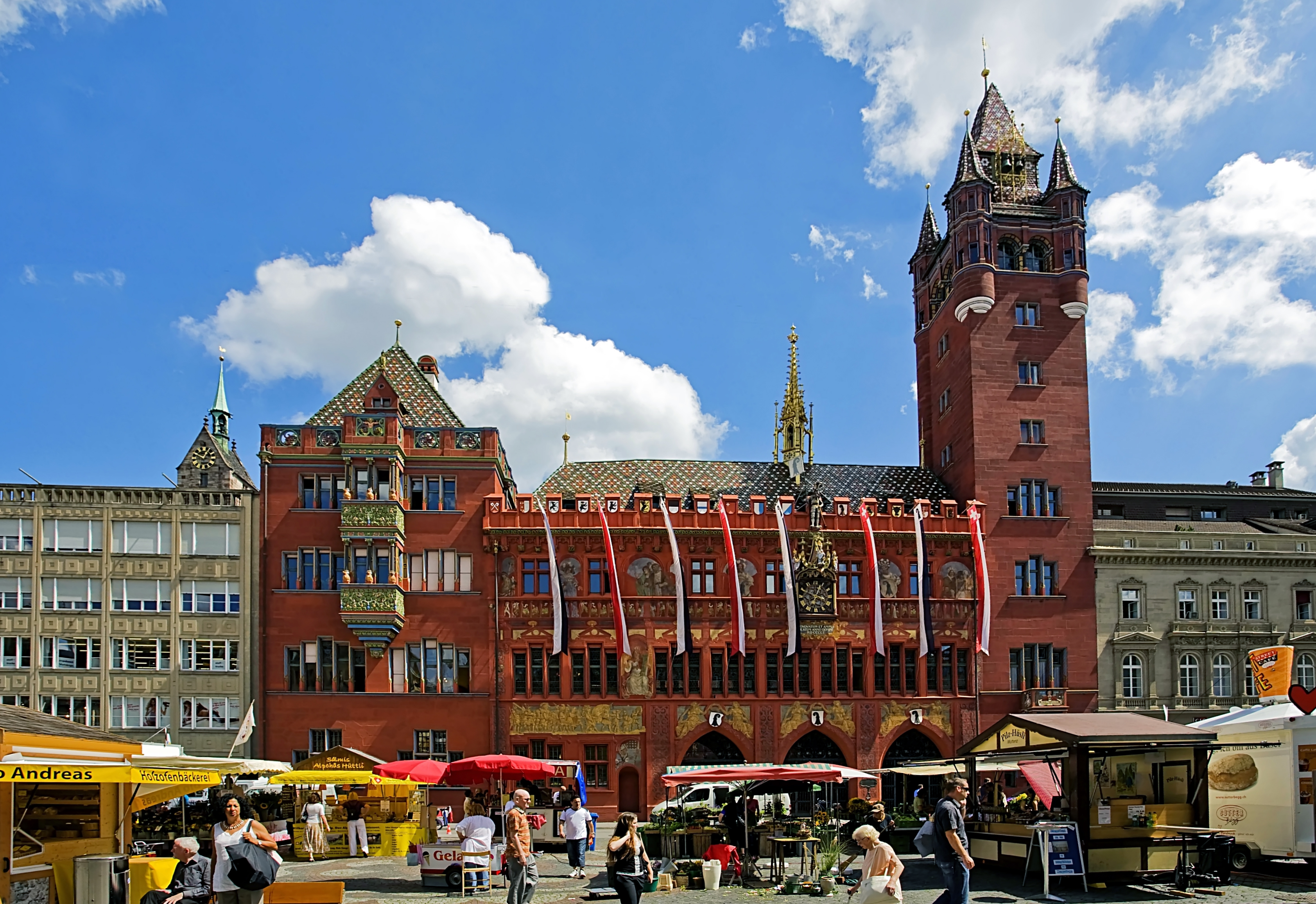
Ратуша (перебудована, коли Базель приєднався до Швейцарської Конфедерації в 1501 році)
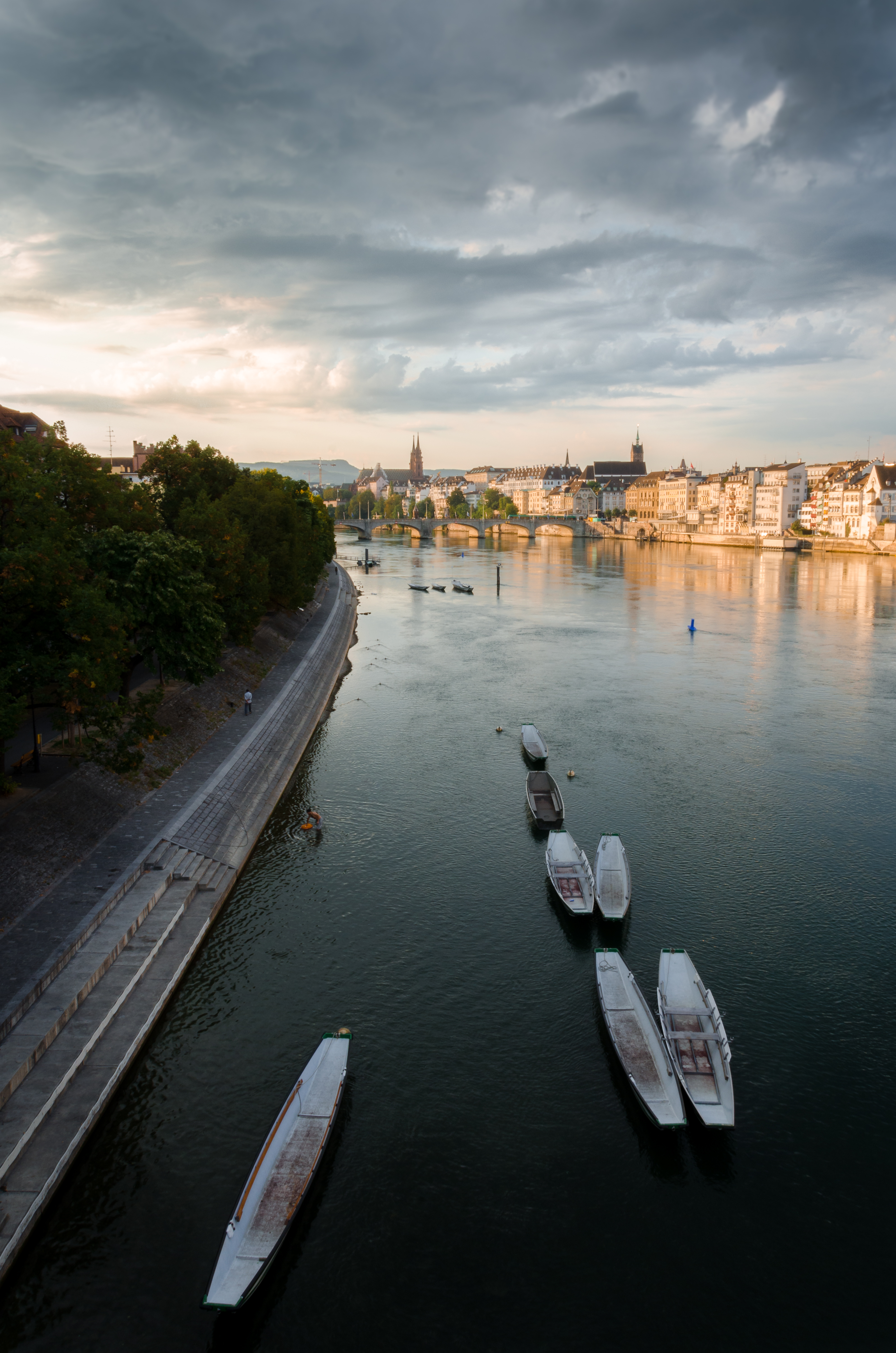
Береги Рейну з видом на старе місто
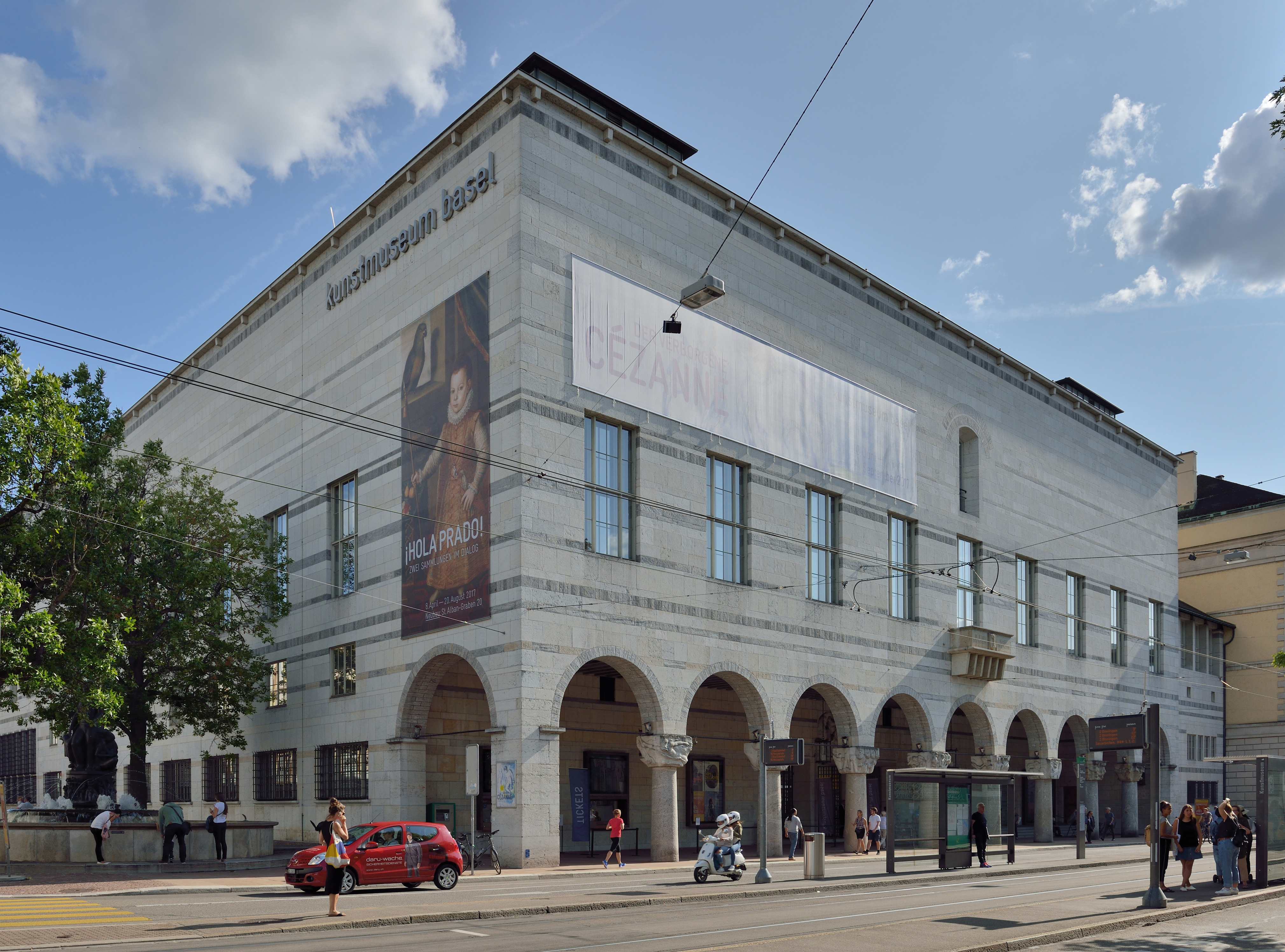
Художній музей Базеля (перша публічна колекція мистецтва у світі, 1661 р.)
Спалентор (1400), фортифікація старого міста
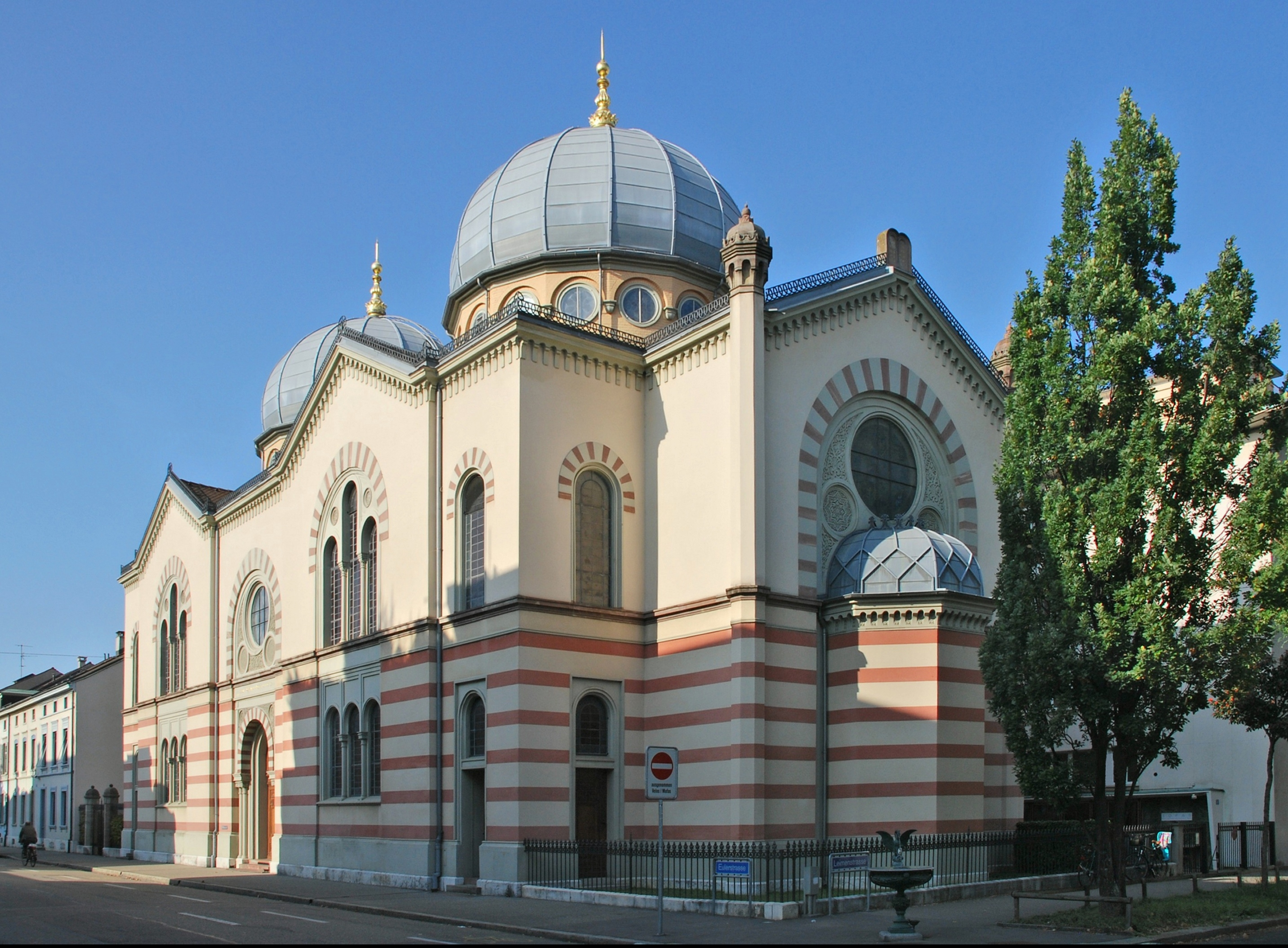
Головна синагога (1869)
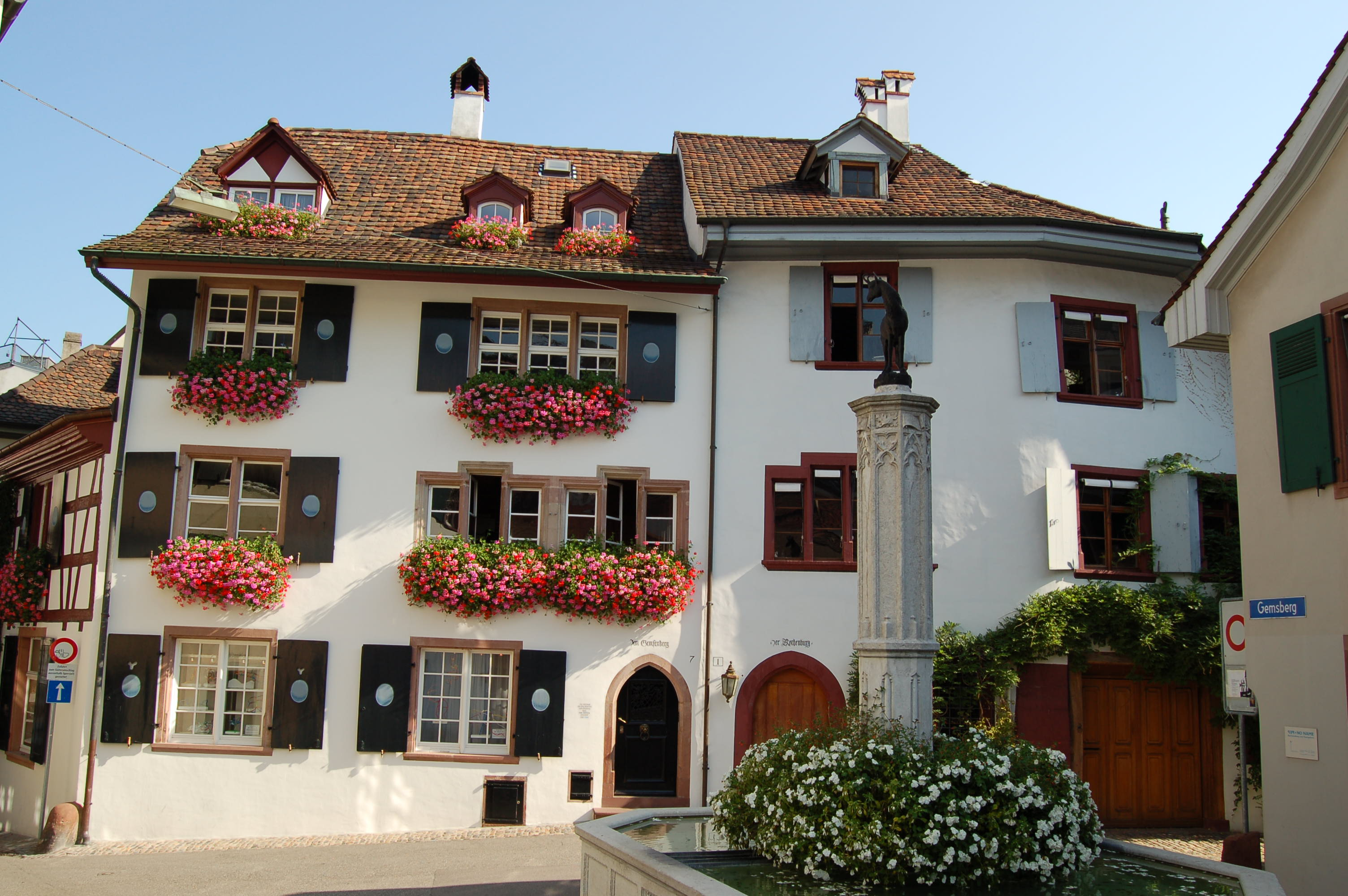
Старі міські будинки (14-15 ст.)
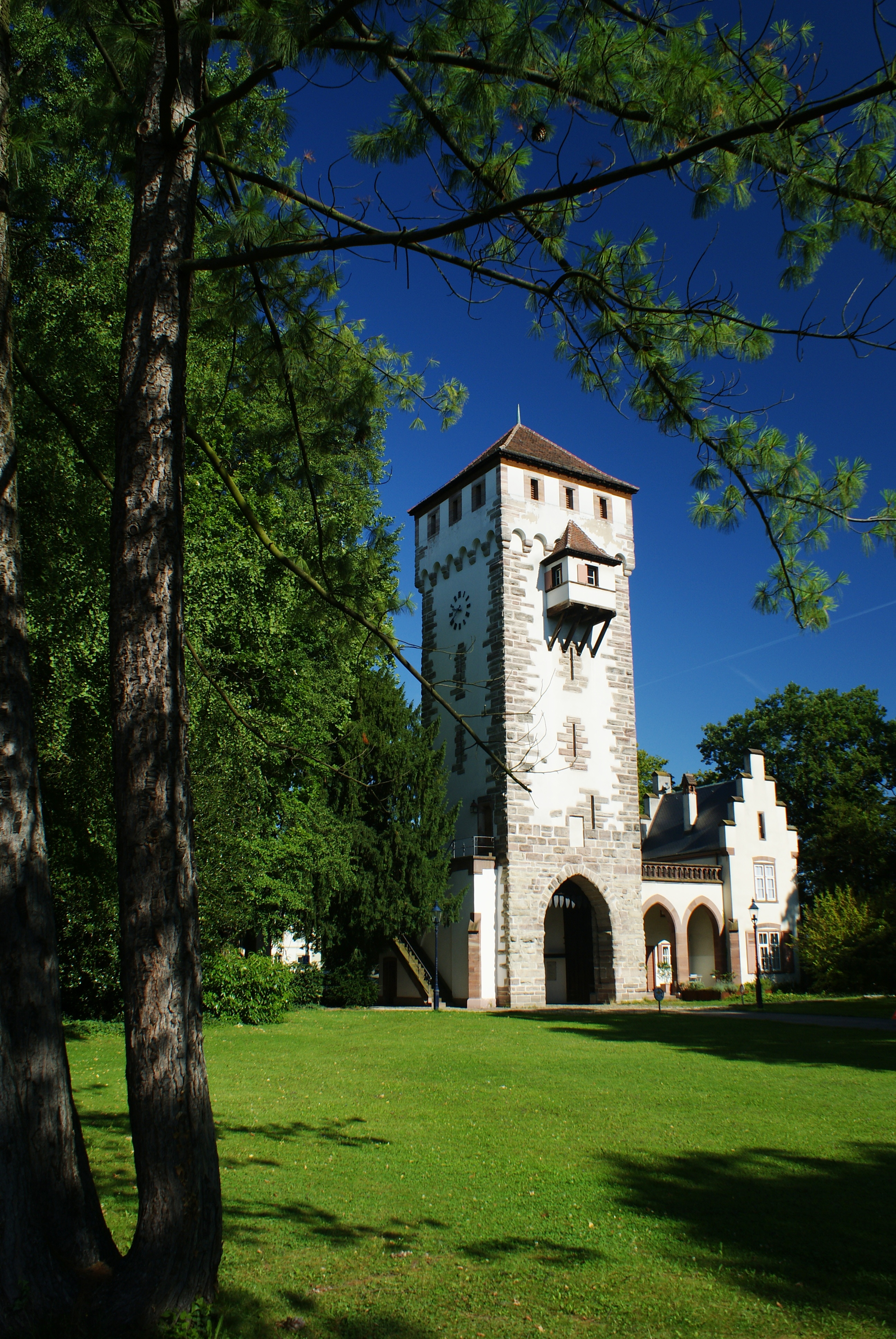
Сент-Олбантор (1387), фортифікація старого міста
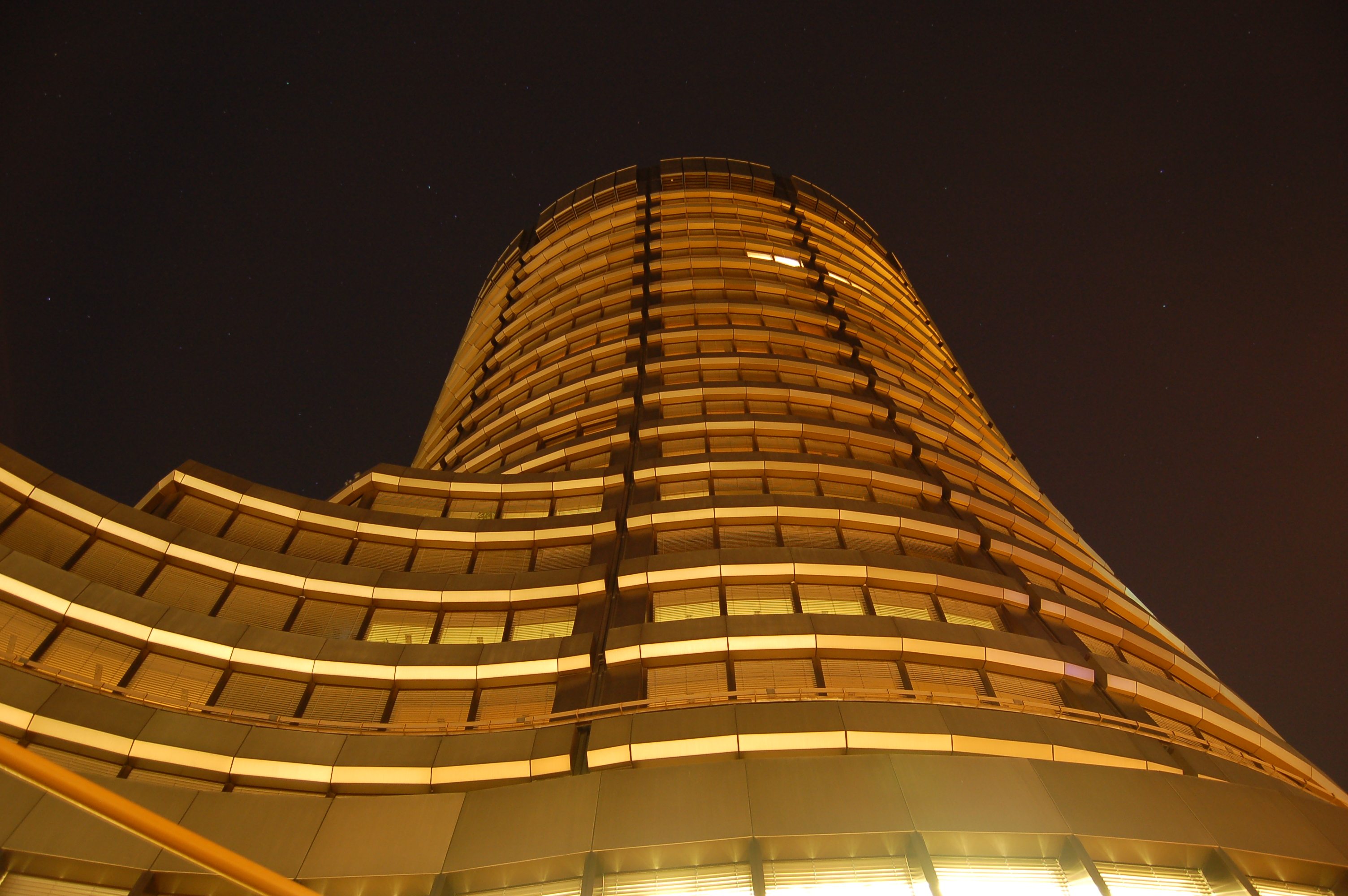
Штаб-квартира Банку міжнародних розрахунків (1972)